# 31
31 (XXXI) var ett normalår som började en måndag i den julianska kalendern.

## Händelser

### Okänt datum
- Aelius Sejanus blir medkonsul till kejsar Tiberius. Tiberius blir dock medveten om Sejanus förräderi och låter arrestera och avrätta honom.
- Naevius Sutorius Macro blir ledare för praetoriangardet efter att Sejanus har avrättats.
- Tiberius återvänder till Rom från Capri.

## Födda
- Musonius Rufus, romersk filosof

## Avlidna
- 18 oktober – Aelius Sejanus, romersk politiker (avrättad)
- Marcus Velleius Paterculus, romersk historiker (möjligen avrättad som en av Sejanus medbrottslingar)
- Livilla, brorsdotter och svägerska till kejsar Tiberius (svältes ihjäl för sin plan att störta kejsar Tiberius tillsammans med sin älskare Sejanus)